# Fats Navarro
Pour les articles homonymes, voir Navarro (homonymie).
Fats Navarro (Theodore Navarro) - parfois surnommé Fat Girl - est un trompettiste de jazz américain né le 24 septembre 1923 à Key West (Floride) et  mort le 7 juillet 1950 à New York.
Fats Navarro est un des trompettistes les plus représentatifs du style bebop.

## Biographie
Theodore Fats Navarro apprend le piano et le saxophone ténor avant d’opter pour la trompette. Il fait ses débuts professionnels à l’âge de 17 ans. De 1943 à 1944, il fait partie de l’orchestre d’Andy Kirk. De 1945 à 1946, il est membre du big band de Billy Eckstine.
De 1946 à 1950, il devient un musicien très demandé. On peut l’entendre avec les «  Kenny Clarke’s Be Bop Boys  », «  Eddie Davis And His Reboppers  », dans les formations de musiciens comme de Coleman Hawkins, Dexter Gordon ou Illinois Jacquet et, brièvement, dans le big band de Lionel Hampton (printemps 1948) et le sextet de Benny Goodman (septembre 1948).
Par trois fois, il est plébiscité par les lecteurs de la revue «  Metronome  » et amené à enregistrer avec le «  Metronome All Stars » (aux côtés de Charlie Parker et des autres « stars » du bebop). Il se produit aussi avec Parker à d’autres occasions (lors de concerts du JATP en 1949, au  « Birdland »  en 1950, etc.). On peut aussi l'entendre, en 1949, dans la formation du pianiste Bud Powell (avec Sonny Rollins au ténor).
Les plages les plus significatives de Fats Navarro sont probablement celles enregistrées avec Tadd Dameron, parfois sous le nom du trompettiste, mais le plus souvent sous celui du pianiste.
Souffrant depuis des années de tuberculose, il meurt en 1950 à l'âge de 26 ans.

## Discographie
- 1946 Memorial - « Fats-Klook-Sonny-Kinney » (Savoy Records, 1946-47) with Kenny Dorham, Sonny Stitt, Bud Powell, Kenny Clarke, Curly Russell, Gil Fuller (arr)
- 1946 Eddie Lockjaw Davis: 1946-1947 (Classics)
- 1946 Illinois Jacquet: 1945-1946 (Classics)
- 1946 Goin´ To Minton´s (Savoy, 1946-47) with Bud Powell, Sonny Stitt, Tadd Dameron, Art Blakey, Kenny Clarke
- 1946 Nostalgia (Savoy, 1946-7) with Eddie Lockjaw Davis, Dexter Gordon, Al Haig, Art Blakey
- 1948 Howard McGhee: On Dial - The Complete Sessions 1945-1947 (Spotlite)
- 1948 Howard McGhee: 1948 (Classics)
- 1947 The Fabulous Fats Navarro, Vol 1 & 2, (Blue Note 1947-48)
- 1947 The Complete Fats Navarro On Blue Note And Capitol (Blue Note, with-49)
- 1948 Fats Navarro Featured With The Tadd Dameron Band (Milestone) with Milt Jackson, Kenny Clarke
- 1950 Bird & Fats - Live At Birdland (Cool & Blue) with Charlie Parker, Bud Powell, Tommy Potter, Curley Russell, Art Blakey, Roy Haynes
- 1950 Bud Powell: The Amazing Bud Powell, Volume 1 (Blue Note)
- 1950 The Fats Navarro Story (Proper, 4-CD-Compilation)